# یکتایی
یکتایی یا بی‌همتایی (به انگلیسی: Uniqueness) حالتی است که در آن کسی یا چیزی در مقایسه با چیز دیگری شبیه نیست، یا قابل توجه یا غیرعادی است. هنگامی که در رابطه با انسان استفاده می‌شود، اغلب در رابطه با شخصیت یک فرد، یا برخی از ویژگی‌های خاص آن است، که نشان می‌دهد که برخلاف ویژگی‌های شخصیتی رایج در فرهنگ آن فرد است. هنگامی که اصطلاح یکتایی یا بی‌همتایی در رابطه با یک شی به کار می‌رود، اغلب در قلمرو محصول قرار می‌گیرد، و این اصطلاح عاملی برای تبلیغ یا بازاریابی محصول به منظور متمایز کردن آن از دیگر محصولات در همان دسته است.
مفهوم استثناگرایی آمریکایی مبتنی بر بی‌همتایی غرب، به ویژه سکولاریسم کاملاً تعریف‌شده آن است.